# كامبل ماني
كامبل ماني (بالإنجليزية: Campbell Money)‏ هو مدرب كرة قدم ولاعب كرة قدم بريطاني في مركز حراسة المرمى، ولد في 31 أغسطس 1960 في Maybole ‏ في المملكة المتحدة. شارك مع منتخب اسكتلندا الثانوي لكرة القدم ‏. أما مع النوادي، فقد لعب مع نادي سانت ميرين.